# Республиканская партия труда и справедливости
Республиканская партия труда и справедливости, (РПТС) (бел. Рэспубліканская партыя працы і справядлівасці) — левоцентристская политическая партия в Беларуси, созданная 26 июня 1993 года.
Руководящий орган — Политический совет. Дата регистрации — 18 августа 1993 года. Перерегистрирована — 31 марта 1995 года, 18 июня 1999 года и 30 июня 2023 года. По заявлению Василия Заднепряного (2012 год), партия на третьем месте по численности в стране, в ней 6,5 тысяч человек.
На внеочередном XIII съезде Республиканской партии труда и справедливости, прошедшем 12 декабря 2020 года, из её членов был исключён Василий Заднепряный, возглавлявший РПТС с 2006 года. И. о. председателя РПТС стал Степанов Александр Александрович. На данный момент (с 2022) РПТС возглавляет Александр Николаевич Хижняк

## Органы управления
Высшим органом управления Республиканской партии труда и справедливости является съезд, проводящийся не менее чем один раз в три года, на котором происходит избрание председателя партии и заместителей, членов политического совета и ревизионной комиссии. В перерывах между съездами решения принимаются политическим советом в полномочия которого входит определение и исполнение текущих тактических и стратегических задач. Внутри политического совета происходит избрание политико-исполнительного комитета, включая его председателя и секретаря. Политико-исполнительный комитет занимается воплощением в жизнь решений партийного съезда и политического совета.

## Деятельность
РПТС поддерживает политику белорусского президента Александра Лукашенко.
Согласно политической программе РПТС провозглашается партией парламентского типа, целями которой являются отстаивание интересов трудящихся всех областей народного хозяйства, а также инвалидов, пенсионеров, студенчества и других социальных групп граждан, которым необходима социальная защита. Кроме того РПТС выступает за создание правового государства, где существует разделение властей, все граждане равны перед законом, обеспечивается защита прав человека и отсутствует какая-либо дискриминация.
Объявленная политическая цель — создание общества экономического благополучия и социальной справедливости. В сфере экономики партия выступает за построение общества с многоукладной экономикой и развитием всех видов собственности на равных началах, где существует государственное регулирование и социальная ориентация, направленные на обеспечение социальной справедливости и экономического благосостояния, где во главу угла положен высокопроизводительный труд. Партия выступает за проведение приватизации, при которой государство должно получить исключительные права собственности на большинство земель сельскохозяйственного назначения, природные ресурсы, предприятия военно-промышленного и топливно-энергетического комплекса, связь и магистральный транспорт. При этом владельцами земли должны быть те люди, которые занимаются её обработкой.
РПТС выступает за развитие и сохранение духовности, культуры и науки, содействие возрождению белорусского языка, обеспечение всеобщего доступа к бесплатному образованию, достижение высокого уровня в здравоохранении и за хорошую экологию.
Одной из целей РПТС является интеграция с другими странами СНГ, в том числе равноправный экономический союз с ними.
РПТС выступает за признание Беларусью независимости Южной Осетии и Абхазии. Политико-исполнительный комитет Республиканской партии труда и справедливости единогласно признал итоги референдума 16 марта в Крыму и полностью поддержал и приветствовал волеизъявление жителей Севастополя.

## Участие в выборах
В 1995 году на выборах в Верховный Совет Республики Беларусь от партии депутатом был избран В. С. Гаргун.
На выборах 2000 года партия получила 2 места в Палате представителей.
В январе 2007 года, во время избирательной кампании в местные советы, РПТС проявила некоторую активность, 23 членов РПТС из 40 выдвинутых были избраны депутатами.
23 марта 2014 года в Республике Беларусь прошли выборы в местные Советы депутатов 27 созыва. Было избрано 18809 депутатов местных советов. Из 50 кандидатов, зарегистрированных от партии, депутатами Местных Советов всех уровней стали 34 человека. Два члена партии по итогам этих выборов прошли в Минский городской совет депутатов 27-го созыва (всего в совете 57 депутатов).
В июне 2015 года РПТС поддержала на предстоящих выборах президента кандидатуру Александра Лукашенко.
По итогам выборов в Палату представителей 2016 года, 3 кандидатам в депутаты удалось одержать победу в одномандатных округах и суммарно получить поддержку 2,9 % избирателей.
По результатам местных выборов 18 февраля 2018 года, 127 человек стали депутатами местных советов от РПТС.

### Парламентские выборы
| Выборы | Кол-во голосов | %      | Мандаты  | +/– |
| ------ | -------------- | ------ | -------- | --- |
| 2000   |                |        | 2 из 110 | ▲ 2 |
| 2004   |                |        | 0 из 110 | ▼ 2 |
| 2008   | 22 763         | 0,42 % | 0 из 110 |     |
| 2012   | 98 288         | 1,51 % | 1 из 110 | ▲ 1 |
| 2016   | 147 378        | 2,87 % | 3 из 110 | ▲ 2 |
| 2019   | 355 971        | 6,75 % | 6 из 110 | ▲ 3 |
| 2024   | 323 264        | 7,3 %  | 8 из 110 | ▲ 2 |

## Материальная поддержка партии
РПТС пользуется материальной поддержкой со стороны белорусских властей — правительство страны приняло решение о том, что партийцы РПТС платят за аренду государственных помещений в 10 раз меньше, чем другие организации.

## Оценки
Директор Института социологии Национальной академии наук Беларуси, доктор социологических наук, профессор, заслуженный деятель науки Беларуси И. В. Котляров в интервью «СБ. Беларусь сегодня» сообщил, что, согласно исследованию социологов возглавляемого им учреждения, в июле-августе 2017 года в рейтинге популярности политических партий страны Республиканская партия труда и справедливости получила 2,6 %, разделив первое место с Коммунистической партией Беларуси.